# Nitesh
Nitesh Siwach (ur. 2002) – indyjski zapaśnik walczący w stylu klasycznym. 
Brązowy medalista mistrzostw Azji w 2025 roku. 
Trzeci na MŚ U-23 w 2022. Wicemistrz Azji U-23 w 2024, trzeci w 2023 i 2025 roku. 